# بهاريات
البهاريات أو طبوليات (نسبة إلى صوت الخفقان المتكرر الذي يشبه ضرب الطبول) (الاسم العلمي Sciaenidae)، فصيلة أسماك بحرية من رتبة الفرخيات. تضم حوالي 275 نوعًا ضمن 70 جنسًا.